# X264
x264 är en öppen implementation på tekniken MPEG-4 AVC, även kallat H.264. Koden är skriven i C och finns till såväl unixliknande system som Windows. x264 används främst genom programbibliotek eller kommandotolk. Ett front-end för VfW finns att tillgå. Det projektet kallas x264vfw, och hostas på Sourceforge.